# Basilika Jesus von Nazareth (Atalaya)

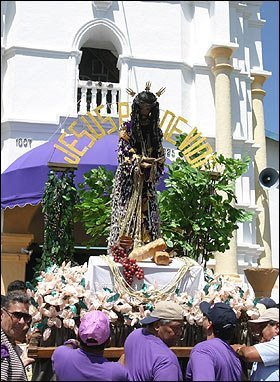
Prozession mit der Statue des Jesús Nazareno de Atalaya vor der Basilika

Die Basilika Jesus von Nazareth (spanisch Basilica Menor Jesus Nazareno) ist eine römisch-katholische Kirche in Atalaya bei Santiago de Veraguas in Panama. Die zum Bistum Santiago de Veraguas gehörende Wallfahrtskirche der Pfarrei San Miguel ist Jesus von Nazaret geweiht und trägt den Titel einer Basilica minor.

## Geschichte
Der Anlass des Kirchenbaus war die Wallfahrt zu einer Jesus-Figur, deren Herkunft unklar ist und vermutlich aus dem 17. Jahrhundert stammt. Zum ersten Mal ist die Wallfahrt 1730 belegt. 1753 wurde eine dreischiffige Kirche gebaut. 1773 wurde mit einem Neubau begonnen, der 1802 noch ohne Turm fertiggestellt wurde. Auf der Vorderseite der Kirche erscheint jedoch die Jahresangabe 1807 bis 1925. Die Kirche wurde mit Backsteinmauern errichtet und das Dach mit Fliesen gedeckt. Der dreietagige Kirchturm wurde von 1923 bis 1925 errichtet und mit Säulen und einer Balustrade geschmückt. Die Kirche wurde daraufhin geweiht.
In den nächsten Jahrzehnten wurde der Innenraum stark aufgewertet. Der Altarraum erhielt einen Boden aus Carraramarmor, dekorative Säulen wurden statt Holzpfeilern eingesetzt, Kirchenbänke aus Mahagoni und Buntglasfenstern wurden eingebaut.
Papst Paul VI. verlieh der Kirche 1964 den Rang einer Basilica minor. Die feierliche Erhebung wurde durch den Erzbischof von Panama Francisco Beckmann zelebriert.

## Wallfahrt
Die Wallfahrt zu den Prozessionen mit der Statue des Jesús Nazareno de Atalaya, im Volksmund als „El Nazareno“ bekannt, ist das Ziel von mehr als 200.000 Pilgern pro Jahr. Diese finden von Aschermittwoch bis zum Palmsonntag statt, wenn die größte Prozession in Panama endet. Dabei begleiten viele Pilger die Figur auf langen Strecken zu Fuß.